# Hwicce
Hwicce (staroanglicky [ˈʍittʃe]) bylo kmenové království anglosaské Anglie. Podle Anglosaské kroniky bylo království založeno v roce 577 po bitvě u Deorhamu. Po roce 628 se království stalo v důsledku bitvy u Cirencesteru vazalem neboli „podkrálovstvím“ Mercie.
Seznam Tribal Hidage ohodnotil království Hwicce na 7000 popluží, což by ukazovalo na ekonomiku podobné velikosti jako království Essex a Sussex.
Přesné hranice království zůstávají nejisté, i když je pravděpodobné, že se shodovaly s hranicemi staré diecéze se sídlem ve Worcesteru, která byla založena v letech 679–680, přičemž raní biskupové nesli titul Episcopus Hwicciorum. Království by proto zahrnovalo současné hrabství Worcestershire s výjimkou jeho severozápadního cípu, současné hrabství Gloucestershire s výjimkou regionu Forest of Dean, jihozápadní polovinu současného hrabství Warwickshire, okolí města Bath severně od řeky Avon, a dále malé části současných hrabství Herefordshire, Shropshire, Staffordshire a severozápadního Wiltshiru.

## Název
Etymologie jména Hwicce („Hwicciané“) je nejistá. Je to množné číslo i-kmene mužského rodu. Může pocházet od kmenového jména „Hwicciané“ nebo od jména klanu.
Jedna etymologie vychází z obecného podstatného jména Hwicce, znamenajícího „archa, truhla, skříňka“, odkazující na vzhled oblasti coby údolí s plochým dnem ohraničeného zvlněným regionem Cotswolds a pahorkatinou Malvern Hills. Druhou možností by bylo odvození názvu od vlastního jména „lidé muže jménem Hwicce“, ale žádné takové jméno zaznamenáno nebylo. Švédský profesor angličtiny Eilert Ekwall (1877–1964) spojil na lingvistickém základě název Hwicce se jménem klanu/kmene Gewisse (Gewisové), předchůdců Západních Sasů. Rovněž anglický literární vědec A. H. Smith (1903–1967) předložil podobné vysvětlení: kmenové jméno, které bylo původně pejorativní, znamenající „zbabělci“, stejného původu jako „třást se, chvět se (strachem apod.)“, staronorsky hvikari „zbabělec“. Je také pravděpodobné, že název Hwicce odkazoval na domorodé kmeny žijící podél břehů řeky Severn v oblasti současného města Worcester, kteří byli pletači používajícími hojně rostoucí sítinu a rákos k zhotovení košů. Moderní anglické slovo wicker („splétané proutí, proutěný výrobek, kupříkladu pletený koš ap.“), o kterém se předpokládá, že je skandinávského původu, popisuje typ košů, které tito raní lidé vyráběli. K mnoha z těchto možných vysvětlení však existují potenciální námitky. Současný anglický lingvista Richard Coates kupříkladu tvrdí, že podstatou archy (truhly, skříňky) je to, že je uzavřená, a nikoliv otevřená jako údolí nebo pláň, že není známo žádné slovo stejného původu jako hvikari nebo soudobé slovo wicker ve významu „proutí“ a že nebyl předložen žádný ucelený etymologický argument pro spojení Gewisse a Hwicce.
Současný anglický archeolog Stephen Yeates interpretoval název jako znamenající „kotel, posvátná nádoba“ a spojil ho s tvarem Gloucesterského údolí a římsko-britským regionálním kultem bohyně s vědrem nebo kotlem, identifikovanou s Mater Dobunna , údajně spojeným s legendami Západní země o Svatém grálu. Nicméně jeho interpretace byla akademickou obcí z velké většiny odmítnuta.
Naopak Richard Coates se ve své práci z roku 2013 domnívá, že název má brythonský původ, který souvisí s moderním velšským slovem gwych znamenajícím „vynikající“. Předpona hy- představuje intenzifikátor (zhruba znamenající „velmi“) dávající něco podobného jako hywych. Ve velštině jsou známé podobné konstrukce hydda „(velmi) dobrý“, hynaws „dobrosrdečný“, hylwydd „úspěšný“, hywiw „(velmi) dobrý“ a hywlydd „(velmi) velkorysý“. Richard Coates poznamenává, že význam by byl „srovnatelný s bombastickými britonskými kmenovými jmény z římské doby jako jsou Ancalité ‚velmi tvrdí‘, Catuvellauni ‚v bitvě vynikající‘ nebo Briganté ‚nejvyšší‘“. Richard Coates nicméně připouští, že jeho vysvětlení může také vyvolat námitky v neposlední řadě proto, že hywych není doložené nebo známé rané, ani pozdější velšské slovo.
Toponymum Hwicce přežívá v místních jménech Wychwood v hrabství Oxfordshire, Whichford v hrabství Warwickshire, Wichenford, Wychbury Hill, Wyche a Droitwich v hrabství Worcestershire (část „wich“ jména Droitwich se také běžně považuje za odkaz na výrobu soli v této oblasti). Navíc také okres místní správy Wychavon odvodil první část svého jména ze starého království.

## Historie
Území království Hwicce zhruba odpovídalo římské civitas keltobritského kmene Dobunnů. Zdá se, že tato oblast zůstala z velké části osídlena Britony ještě zhruba prvních sto let poté, co Británii opustily římské legie. Ale pohanské hroby a jména míst v severovýchodním sektoru naznačují příchod Anglů podél řeky Avony a možná i jinými trasami. Nově příchozí možná vymáhali tribut od keltobritských vládců.
Podle Anglosaské kroniky došlo v roce 577 k bitvě u Deorhamu, ve které Gewisové (Západní Sasové) vedeni svým králem Ceawlinem zabili tři britonské krále a obsadili Gloucester, Cirencester a Bath. Západosaská okupace oblasti však netrvala dlouho a možná skončila již v roce 584, což je podle Anglosaské kroniky datum bitvy u Fethanleagu, ve které byl Ceawlinův syn Cutha zabit a král Ceawlin se vrátil domů v hněvu, a určitě před rokem 603, kdy se podle Bedy Ctihodného sv. Augustin zúčastnil konference velšských biskupů „u dubu sv. Augustina na hranicích Hwicce a Západních Sasů”.
Anglové posílili svůj vliv na oblast v roce 628, kdy podle Anglosaské kroniky bojovali Západní Sasové s králem angelské Mercie Pendou u Cirencesteru, a poté dospěli k dohodě. Král Penda evidentně zvítězil, ale pravděpodobně vytvořil spojenectví s místními vůdci, protože bývalé kmenové uskupení Dobunnů se nestalo okamžitě součástí Mercie, ale místo toho se stalo spojeneckým nebo vazalským královstvím Hwicce.
Podkrálovství Hwicce zahrnovalo množství různých kmenových skupin, včetně Husmerů na březích řeky Stour, Stoppingů v současném hrabství Warwickshire a Weorgoranů v okolí města Worcester.
První pravděpodobní králové, kteří jsou doloženi ze soudobých textů, byli dva bratři Eanhere a Eanfrith. Beda Ctihodný poznamenává, že královna Eafe „byla pokřtěna ve své vlastní zemi, království Hwicce. Byla dcerou Eanfritha, Eanherova bratra, z nichž oba byli křesťané, stejně jako jejich lid.“ Z toho je možné odvodit, že Eanfrith a Eanhere byli z královské rodiny a že jejich království bylo křesťanské.
Je pravděpodobné, že obyvatelé království Hwicce přijali křesťanskou víru od keltských křesťanů spíše než od misie vyslané papežem Řehořem I., protože Beda Ctihodný byl o této misii dobře informován, ale o konverzi obyvatel království Hwicce se nezmiňuje. Ačkoli místní jména ukazují, že anglosaské osídlení bylo na území rozšířené, omezené rozšíření pohanských hrobů spolu se dvěma místními názvy kongregací, které se vždy ztotožňují s keltořímskými kostely, naznačuje, že křesťanství příchod nového etnika přežilo. Křesťanské hroby jsou také pravděpodobné pod katedrálou ve Worcesteru a Worcesteru a kostelem sv. Marie Lodské v Gloucesteru. Zdá se tedy, že přicházející Anglosasové byli absorbováni do stávající církve. Příslušníci vládnoucí dynastie království Hwicce byli pravděpodobně v tomto procesu klíčovými postavami. Možná vzešli z národnostně smíšených manželství mezi angelskými a britonskými vůdčími rodinami.
Složitou řadou úvah lze usoudit, že se král Eanhere oženil s dcerou northumbrijského krále Oswiu Osthrythou a měl s ní syny jménem Osric, Oswald a Oshere. Osthryth je uváděna jako manželka mercijského krále Æthelreda. Její dřívější sňatek s Eanherem by vysvětlil, proč jsou Osric a Oswald nazýváni jako Æthelredovi nepoti – obvykle znamenající „synovce“, ale zde pravděpodobně ve významu „nevlastní synové“.
Král Osric se snažil, aby království Hwicce získalo svého vlastního biskupa, ale byl to právě král Oshere, díky jehož vlivu diecéze se sídlem ve Worcesteru v letech 679–680 vznikla. V té době byl pravděpodobně král Osric již mrtvý. Jako první biskup království Hwicce byl vybrán Tatfrid z Whitby, ale zemřel před vysvěcením a byl nahrazen Boselem. Worcesterský kronikář ze 12. století poznamenává, že Worcester byl vybrán coby sídlo biskupa, protože bylo hlavním městem království Hwicce.
Po králi Osherovi následovali na trůnu jeho synové Æthelheard, Æthelweard a Æthelric. Na začátku vlády mercijského krále Offy nacházíme království Hwicce ovládané třemi bratry, jmenovitě Eanberhtem, Uhtredem a Aldredem, z nichž poslední dva žili asi do roku 780. Po nich zdá se být titul krále ztracen. Jejich nástupce Æthelmund, který byl zabit na válečném tažení proti Wessexu v roce 802, je připomínán pouze jako hrabě.
Region zůstal v držení vládců Mercie až do jejího pádu. Spolu se zbytkem angelské Mercie se podrobil wessexskému králi Alfrédovi asi v letech 877–883 za hraběte Æthelreda, který sám možná patřil k vládnoucí elitě Hwicce.

## Králové Hwicce
Žádný soudobý rodokmen, ani seznam králů se nezachoval, takže následující seznam byl sestaven historiky z různých primárních zdrojů. Zdá se, že někteří králové Hwicce vládli zároveň po celou dobu nebo část své vlády. V důsledku toho se data vlády uvedená níže překrývají. Je záhodno konzultovat v jednotlivých životopisech diskuze o datování těchto vládců.
| Jméno      | Data                               | Poznámky                                            |
| ---------- | ---------------------------------- | --------------------------------------------------- |
|            | 628                                | Království Hwicce dobyto mercijským králem Pendou.  |
| Eanhere    | polovina 7. století                |                                                     |
| Eanfrith   | polovina 7. století                | Eanherův bratr.                                     |
| Osric      | 70. léta 7. století                | Pohřben v Gloucesterské katedrále.                  |
| Oshere     | 90. léta 7. století                | Osrikův bratr. Zemřel před rokem 716.               |
| Æthelheard | kolem roku 709                     | Osherův syn. Vydal listinu společně s Æthelweardem. |
| Æthelweard | kolem roku 709                     | Osherův syn.                                        |
| Æthelric   | kolem roku 736                     | Osherův syn.                                        |
| Eanberht   | 50. léta 8. století                | Nedoložen po roce 759.                              |
| Uhtred     | 50. léta 8. století až do roku 779 |                                                     |
| Ealdred    | 50. léta 8. století až do roku 778 |                                                     |
|            | 80. léta 8. století                | Integrace království Hwicce do Mercie je dokončena. |

## Hrabata (Ealdormen) z Hwicce
Ealdorman byl vysoce postavený královský úředník a předchůdce magistrátního soudce v anglosaském hrabství. Termín byl překládán do latiny jako dux, præfectus nebo comes, je to ekvivalent titulu hraběte.
| Jméno     | Data              | Poznámky |
| --------- | ----------------- | --- |
| Æthelmund | kolem let 796–802 | Zemřel v bitvě roku 802. |
| ?Æthelric | kolem roku 804    | Æthelmundův syn. Jeho poslední vůle z roku 804 požaduje pohřbení v Deerhurstu.                                                                  |
| Leofwine  | († asi roku 1023  | Leofrikův otec |
| Odda      | † roku 1056       | Postavil Oddovu kapli v Deerhurstu pro duši svého bratra Ælfrika. Pohřben v Pershoru. Oblast jeho jurisdikce pravděpodobně nezahrnovala Hwicce. |

## Další významné osobnosti
Æthelmod daroval půdu abytyši Beorngythě v říjnu roku 680 a byl pravděpodobně členem královské rodiny. Osred (kolem roku 693), který byl družiníkem v Hwicce, je některými historiky uváděn jako král.